# Euphausia pseudogibba
Euphausia pseudogibba is een krillsoort uit de familie van de Euphausiidae. De wetenschappelijke naam van de soort is voor het eerst geldig gepubliceerd in 1893 door Ortmann.